# Deutschland sucht den Superstar/Staffel 2

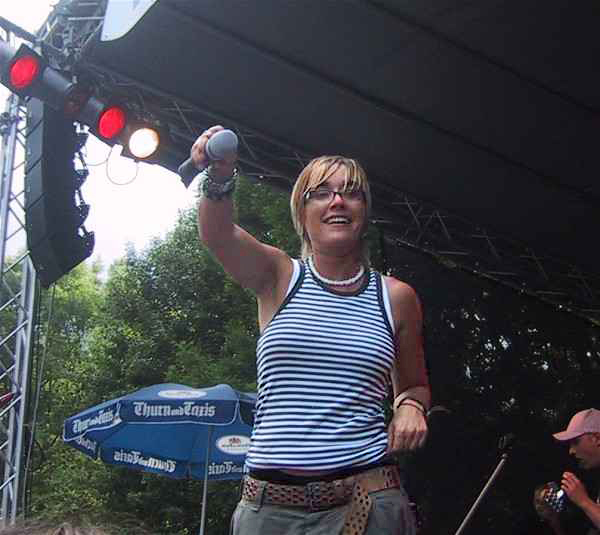
Elli Erl, die Siegerin der zweiten Staffel (2005)

Die zweite Staffel der deutschen Gesangs-Castingshow Deutschland sucht den Superstar wurde vom 3. September 2003 bis zum 13. März 2004 im Programm des Fernsehsenders RTL ausgestrahlt. Sowohl das Moderatorenpaar, als auch die Jury blieben unverändert.
Elli Erl gewann das Finale gegen Denise Tillmanns.

## Kandidaten der Mottoshows
| Platz | Kandidat            | Ausgeschieden am | Motto                                                     |
| ----- | ------------------- | ---------------- | --------------------------------------------------------- |
| 1.    | Elli Erl            | Gewinnerin       | Finale Lied nach Wahl, Staffel- Highlight und Siegertitel |
| 2.    | Denise Tillmanns    | 13. März         | Finale Lied nach Wahl, Staffel- Highlight und Siegertitel |
| 3.    | Philippe Bühler     | 21. Februar      | Hits der 60er                                             |
| 4.    | Benjamin Martell    | 14. Februar      | Songs der Jury                                            |
| 5.    | Gunther Göbbel      | 7. Februar       | Filmmusik                                                 |
| 6.    | Anke Wagner         | 31. Januar       | Hits der 70er                                             |
| 7.    | Aida Ilijasevic     | 17. Januar       | Big Band                                                  |
| 8.    | Judith Burmeister   | 10. Januar       | Elton John meets Madonna                                  |
| 9.    | Kemi Awosogba       | 20. Dezember     | Christmas                                                 |
| 10.   | Lorenzo Woodard     | 13. Dezember     | Mein Geburtsjahr                                          |
| 11.   | Steffen Frommberger | 29. November     | Rock- und Popballaden                                     |
| 12.   | Jessica Houston     | 22. November     | Mein Pop-Idol                                             |
| 13.   | Ricky Ord           | 22. November     | Mein Pop-Idol                                             |

## Casting- und Top-50-Show-Ausstrahlungen
| Show                      | Datum              | Kandidaten              |
| ------------------------- | ------------------ | ----------------------- |
| Top-50: Die zweite Chance | 12. November 2003  | Anke, Gunther, Philippe |
| Fünfte Top-50-Show        | 5. November 2003   | Lorenzo, Elli           |
| Vierte Top-50-Show        | 29. Oktober 2003   | Steffen, Aida           |
| Dritte Top-50-Show (*)    | 22. Oktober 2003   | Benni, Kemi             |
| Zweite Top-50-Show        | 15. Oktober 2003   | Judith, Ricky           |
| Erste Top-50-Show         | 8. Oktober 2003    | Jessica, Denise         |
| Top-150-Recall            | 1. Oktober 2003    |                         |
| Viertes Casting           | 24. September 2003 |                         |
| Drittes Casting           | 17. September 2003 |                         |
| Zweites Casting           | 10. September 2003 |                         |
| Erstes Casting            | 3. September 2003  |                         |

(*) Die dritte Top-50-Show wurde von Carsten Spengemann und Yvonne Catterfeld moderiert.

## Einschaltquoten
Die erste Folge, die am 9. September 2005 ausgestrahlt wurde, sahen 6,65 Millionen Zuschauer, in der werberelevanten Zielgruppe lag der Marktanteil bei 36,3 Prozent. Die Finalfolge vom 13. März 2004 verfolgten insgesamt 5,33 Millionen Zuschauer.
Die gesamte Staffel konnte durchschnittlich 3,34 Millionen Zuschauer der 14- bis 49-Jährigen vorweisen. Specials, wie Family & Friends, wiesen schwache Quoten auf, die in folgenden Staffeln nicht weitergeführt wurden.

## Mottoshows und Resultate
| Grafische Darstellung der Platzierungen |
| --------------------------------------- |
|                                         |

|          | Mottoshow 1 Mein Pop-Idol | Mottoshow 2 Die schönsten Rock- und Popballaden | Mottoshow 3 Mein Geburtsjahr | Mottoshow 4 Christmas | Mottoshow 5 Elton John meets Madonna | Mottoshow 6 Big Band | Mottoshow 7 Die 70er | Mottoshow 8 Filmmusik | Mottoshow 9 Songs der Jury | Mottoshow 10 Die 60er Jahre | Mottoshow 11 Finale: Wahllied; Staffel-Highlight; Siegertitel |
| -------- | ------------------------- | ----------------------------------------------- | ---------------------------- | --------------------- | ------------------------------------ | -------------------- | -------------------- | --------------------- | -------------------------- | --------------------------- | ------------------------------------------------------------- |
| Platz 1  | Philippe 17,60 %          | Philippe 26,53 %                                | Denise 26,15 %               | Philippe 25,52 %      | Denise 20,41 %                       | Denise 30,28 %       | Philippe 25,09 %     | Philippe 28,28 %      | Denise 34,21 %             | Elli 38,17 %                | Elli 61,00 %                                                  |
| Platz 2  | Anke 16,49 %              | Denise 15,34 %                                  | Philippe 16,27 %             | Denise 19,56 %        | Benjamin 19,89 %                     | Philippe 22,32 %     | Denise 21,29 %       | Denise 21,70 %        | Philippe 31,25 %           | Denise 32,71 %              | Denise 39,00 %                                                |
| Platz 3  | Denise 12,82 %            | Anke 13,72 %                                    | Anke 15,29 %                 | Anke 12,67 %          | Philippe 18,83 %                     | Elli 10,84 %         | Benjamin 20,57 %     | Benjamin 20,14 %      | Elli 17,63 %               | Philippe 29,12 %            |                                                               |
| Platz 4  | Elli 08,96 %              | Gunther 12,38 %                                 | Elli 08,50 %                 | Elli 11,28 %          | Aida 10,43 %                         | Anke 10,58 %         | Elli 15,50 %         | Elli 17,30 %          | Benjamin 16,91 %           |                             |                                                               |
| Platz 5  | Lorenzo 08,21 %           | Benjamin 08,09 %                                | Gunther 08,03 %              | Aida 07,01 %          | Anke 09,60 %                         | Benjamin 10,50 %     | Gunther 09,18 %      | Gunther 12,58 %       |                            |                             |                                                               |
| Platz 6  | Gunther 07,42 %           | Elli 04,74 %                                    | Benjamin 06,09 %             | Gunther 07,01 %       | Elli 07,68 %                         | Gunther 07,77 %      | Anke 08,37 %         |                       |                            |                             |                                                               |
| Platz 7  | Kemi 05,42 %              | Aida 04,53 %                                    | Aida 05,67 %                 | Judith 06,73 %        | Gunther 07,19 %                      | Aida 07,71 %         |                      |                       |                            |                             |                                                               |
| Platz 8  | Aida 05,35 %              | Judith 04,39 %                                  | Judith 04,90 %               | Benjamin 06,67 %      | Judith 05,97 %                       |                      |                      |                       |                            |                             |                                                               |
| Platz 9  | Benjamin 05,10 %          | Lorenzo 04,06 %                                 | Kemi 04,76 %                 | Kemi 03,54 %          |                                      |                      |                      |                       |                            |                             |                                                               |
| Platz 10 | Judith 04,95 %            | Kemi 03,77 %                                    | Lorenzo 04,34 %              |                       |                                      |                      |                      |                       |                            |                             |                                                               |
| Platz 11 | Steffen 02,66 %           | Steffen 02,46 %                                 |                              |                       |                                      |                      |                      |                       |                            |                             |                                                               |
| Platz 12 | Jessica 02,50 %           |                                                 |                              |                       |                                      |                      |                      |                       |                            |                             |                                                               |
| Platz 13 | Ricky 02,47 %             |                                                 |                              |                       |                                      |                      |                      |                       |                            |                             |                                                               |

### Erste Top-50-Show
Die erste Top-50-Show fand am 8. Oktober 2003 statt. Jessica Houston und Denise Tillmanns zogen in die Mottoshows ein.
|  | Startnr. | Name             | Interpret, Lied                     | Bemerkung     | Platzierung |
|  | -------- | ---------------- | ----------------------------------- | ------------- | ----------- |
|  | 01       | John Patrick     | Boyz II Men – I’ll Make Love to You | ausgeschieden | (–)         |
|  | 02       | Marc             | O-Town – All or Nothing             | ausgeschieden | (–)         |
|  | 03       | Sabine           | Cyndi Lauper – Time After Time      | ausgeschieden | (–)         |
|  | 04       | Denise Tillmanns | Faith Hill – There You’ll Be        | weiter        | (–)         |
|  | 05       | Mine             | Bill Withers – Ain’t No Sunshine    | ausgeschieden | (–)         |
|  | 06       | Sascha Schmitz   | Jon Secada – If I Never Knew You    | ausgeschieden | (–)         |
|  | 07       | Michael          | Gary Barlow – Forever Love          | zweite Chance | (–)         |
|  | 08       | Kristina Dörfer  | Christina Aguilera – Beautiful      | ausgeschieden | (–)         |
|  | 09       | Philippe Bühler  | Jackson 5 – I’ll Be There           | zweite Chance | (–)         |
|  | 10       | Jessica Houston  | Céline Dion – Because You Loved Me  | weiter        | (–)         |

### Zweite Top-50-Show
Die zweite Top-50-Show fand am 15. Oktober 2003 statt. Judith Burmeister und Ricky Ord zogen in die Mottoshows ein.
|  | Startnr. | Name              | Interpret, Lied                                               | Bemerkung     | Platzierung |
|  | -------- | ----------------- | ------------------------------------------------------------- | ------------- | ----------- |
|  | 01       | Bendix Amonat     | Elton John & George Michael – Don’t Let the Sun Go Down on Me | zweite Chance | (–)         |
|  | 02       | Veronika S.       | ??? – My Universe                                             | ausgeschieden | (–)         |
|  | 03       | Dennis W.         | Air Supply – All Out of Love                                  | ausgeschieden | (–)         |
|  | 04       | Khanh Nguyen      | James Taylor – You’ve Got a Friend                            | ausgeschieden | (–)         |
|  | 05       | Judith Burmeister | Whitney Houston – I Will Always Love You                      | weiter        | (–)         |
|  | 06       | Jenny Gerdts      | Nelly Furtado – I’m like a Bird                               | ausgeschieden | (–)         |
|  | 07       | Stefan Neubacher  | Elton John – Your Song                                        | zweite Chance | (–)         |
|  | 08       | Ricky Ord         | Lionel Richie – Hello                                         | weiter        | (–)         |
|  | 09       | Jenny Adler       | Gabrielle – Rise                                              | zweite Chance | (–)         |
|  | 10       | Roger Moore       | Bryan Adams – Heaven                                          | zweite Chance | (–)         |

### Dritte Top-50-Show
Die dritte Top-50-Show fand am 22. Oktober 2003 statt. Kemi Awosogba und Benjamin Martell zogen in die Mottoshows ein.
|  | Startnr. | Name             | Interpret, Lied                            | Bemerkung     | Platzierung |
|  | -------- | ---------------- | ------------------------------------------ | ------------- | ----------- |
|  | 01       | Meik S.          | Bon Jovi – Always                          | ausgeschieden | (–)         |
|  | 02       | Jeanna Marie     | Whitney Houston – Greatest Love of All     | ausgeschieden | (–)         |
|  | 03       | Elke Mühlberger  | Roxette – It Must Have Been Love           | ausgeschieden | (–)         |
|  | 04       | Gunther Göbbel   | Elvis Presley – Can’t Help Falling in Love | zweite Chance | (–)         |
|  | 05       | Andreas H.       | Robbie Williams – Eternity                 | ausgeschieden | (–)         |
|  | 06       | Kaya Laß         | 4 Non Blondes – What’s Up?                 | ausgeschieden | (–)         |
|  | 07       | Benjamin Martell | Richard Marx – Now and Forever             | weiter        | (–)         |
|  | 08       | Kemi Awosogba    | Shola Ama – You Might Need Somebody        | weiter        | (–)         |
|  | 09       | Stefanie N.      | Alicia Keys – Fallin’                      | ausgeschieden | (–)         |
|  | 10       | Martin B.        | Ronan Keating – If Tomorrow Never Comes    | ausgeschieden | (–)         |

### Vierte Top-50-Show
Die vierte Top-50-Show fand am 29. Oktober 2003 statt. Aida Ilijasevic und Steffen Frommberger zogen in die Mottoshows ein.
|  | Startnr. | Name                | Interpret, Lied                                 | Bemerkung     | Platzierung |
|  | -------- | ------------------- | ----------------------------------------------- | ------------- | ----------- |
|  | 01       | Thomas M.           | Richard Marx – Right Here Waiting               | ausgeschieden | (–)         |
|  | 02       | Desmond P.          | R. Kelly – I Believe I Can Fly                  | ausgeschieden | (–)         |
|  | 03       | Constanze Beßing    | Jennifer Rush – The Power of Love               | zweite Chance | (–)         |
|  | 04       | Sarah C.            | Mary Mary – Shackles                            | ausgeschieden | (–)         |
|  | 05       | Steffen Frommberger | Patrick Swayze – She’s Like the Wind            | weiter        | (–)         |
|  | 06       | Miriam S.           | Vanessa Lynn Williams – Save the Best for Last  | ausgeschieden | (–)         |
|  | 07       | Eni Aksoy           | Whitney Houston – Run to You                    | zweite Chance | (–)         |
|  | 08       | Helmut Orosz        | Elton John – Sorry Seems to Be the Hardest Word | ausgeschieden | (–)         |
|  | 09       | Roger S.            | The Commodores – Easy                           | ausgeschieden | (–)         |
|  | 10       | Aida Ilijasevic     | Maria McKee – Show Me Heaven                    | weiter        | (–)         |

### Fünfte Top-50-Show
Die fünfte Top-50-Show fand am 5. November 2003 statt. Elli Erl und Lorenzo Woodard zogen in die Mottoshows ein.
|  | Startnr. | Name            | Interpret, Lied                          | Bemerkung     | Platzierung |
|  | -------- | --------------- | ---------------------------------------- | ------------- | ----------- |
|  | 01       | Christian P.    | ??? – Let Me Fall                        | ausgeschieden | (–)         |
|  | 02       | Djamila D.      | Céline Dion – My Heart Will Go On        | ausgeschieden | (–)         |
|  | 03       | Anke Wagner     | LeAnn Rimes – How Do I Live              | zweite Chance | (–)         |
|  | 04       | Marlene B.      | The Pretenders – I’ll Stand by You       | ausgeschieden | (–)         |
|  | 05       | Bernd O.        | ? – Words                                | ausgeschieden | (–)         |
|  | 06       | Elli Erl        | Amanda Marshall – Let It Rain            | weiter        | (–)         |
|  | 07       | Manuel D.       | Harry Nilsson – Without You              | ausgeschieden | (–)         |
|  | 08       | Annette H.      | Natalie Imbruglia – Torn                 | ausgeschieden | (–)         |
|  | 09       | Patrick G.      | Simply Red – If You Don’t Know Me by Now | ausgeschieden | (–)         |
|  | 10       | Lorenzo Woodard | Usher – U Got It Bad                     | weiter        | (–)         |

### Die zweite Chance
Die-zweite-Chance-Show fand am 12. November 2003 statt. Anke Wagner, Philippe Bühler und Gunther Göbbel zogen nachträglich in die Mottoshows ein.
|  | Startnr. | Name             | Interpret, Lied                                  | Bemerkung     | Platzierung |
|  | -------- | ---------------- | ------------------------------------------------ | ------------- | ----------- |
|  | 01       | Roger Moore      | Backstreet Boys – Drowning                       | ausgeschieden | (–)         |
|  | 02       | Jenny Adler      | Lisa Stansfield – All Around the World           | ausgeschieden | (–)         |
|  | 03       | Eni Aksoy        | Chicago – Hard to Say I’m Sorry                  | ausgeschieden | (–)         |
|  | 04       | Gunther Göbbel   | Boyz II Men – End of the Road                    | weiter        | (–)         |
|  | 05       | Constanze Beßing | Britney Spears – I’m Not a Girl, Not Yet a Woman | ausgeschieden | (–)         |
|  | 06       | Bendix Amonat    | George Michael – Freedom! ’90                    | ausgeschieden | (–)         |
|  | 07       | Michael          | ? – You                                          | ausgeschieden | (–)         |
|  | 08       | Anke Wagner      | Oleta Adams – Get Here                           | weiter        | (–)         |
|  | 09       | Stefan Neubacher | Sasha – Rooftop                                  | ausgeschieden | (–)         |
|  | 10       | Philippe Bühler  | Justin Timberlake – Senorita                     | weiter        | (–)         |

### Erste Mottoshow
Die erste Mottoshow hatte den Titel Mein Pop-Idol und fand am 22. November 2003 statt. Jessica Houston und Ricky Ord mussten die Show als Erste verlassen.
|  | Startnr. | Name                | Interpret, Lied                                      | Bemerkung     | Platzierung |
|  | -------- | ------------------- | ---------------------------------------------------- | ------------- | ----------- |
|  | 01       | Kemi Awosogba       | Alicia Keys – A Woman’s Worth                        | weiter        | (5,42 %)    |
|  | 02       | Gunther Göbbel      | Backstreet Boys – Quit Playing Games (with My Heart) | weiter        | (7,42 %)    |
|  | 03       | Elli Erl            | Melissa Etheridge – Like the Way I Do                | weiter        | (8,9 %)     |
|  | 04       | Denise Tillmanns    | Shania Twain – Forever and for Always                | weiter        | (12,82 %)   |
|  | 05       | Benjamin Martell    | Phil Collins – Against All Odds                      | weiter        | (5,1 %)     |
|  | 06       | Jessica Houston     | Janet Jackson – Together Again                       | ausgeschieden | (2,5 %)     |
|  | 07       | Steffen Frommberger | Stevie Wonder – I Just Called to Say I Love You      | weiter        | (2,66 %)    |
|  | 08       | Anke Wagner         | Alanis Morissette – Ironic                           | weiter        | (16,49 %)   |
|  | 09       | Ricky Ord           | Robbie Williams – Feel                               | ausgeschieden | (2,47 %)    |
|  | 10       | Judith Burmeister   | Céline Dion – Think Twice                            | weiter        | (4,99 %)    |
|  | 11       | Philippe Bühler     | Jamiroquai – Cosmic Girl                             | weiter        | (17,6 %)    |
|  | 12       | Aida Ilijasevic     | Kim Wilde – Keep Me Hanging On                       | weiter        | (5,35 %)    |
|  | 13       | Lorenzo Woodard     | The Rolling Stones – (I Can’t Get No) Satisfaction   | weiter        | (8,21 %)    |

### Zweite Mottoshow
Die zweite Mottoshow Rock- und Popballaden fand am 29. November 2003 statt. Steffen Frommberger schied aus der Show aus.
|  | Startnr. | Name                | Interpret, Lied                             | Bemerkung     | Platzierung |
|  | -------- | ------------------- | ------------------------------------------- | ------------- | ----------- |
|  | 01       | Benjamin Martell    | Robbie Williams – Angels                    | weiter        | (8,09 %)    |
|  | 02       | Elli Erl            | Avril Lavigne – I’m with You                | weiter        | (4,74 %)    |
|  | 03       | Judith Burmeister   | Yvonne Catterfeld – Für dich                | weiter        | (4,39 %)    |
|  | 04       | Steffen Frommberger | The Calling – Wherever You Will Go          | ausgeschieden | (2,46 %)    |
|  | 05       | Kemi Awosogba       | Sinéad O’Connor – Nothing Compares 2 U      | weiter        | (3,77 %)    |
|  | 06       | Aida Ilijasevic     | No Doubt – Don’t Speak                      | weiter        | (4,53 %)    |
|  | 07       | Lorenzo Woodard     | Lenny Kravitz – I Belong to You             | weiter        | (4,06 %)    |
|  | 08       | Denise Tillmanns    | Tina Turner – What’s Love Got to Do with It | weiter        | (15,34 %)   |
|  | 09       | Gunther Göbbel      | George Michael – Careless Whisper           | weiter        | (12,38 %)   |
|  | 10       | Anke Wagner         | Christina Aguilera – I Turn to You          | weiter        | (13,72 %)   |
|  | 11       | Philippe Bühler     | Michael Jackson – You Are Not Alone         | weiter        | (26,53 %)   |

### Dritte Mottoshow
Die dritte Mottoshow Mein Geburtsjahr fand am 13. Dezember 2003 statt. Lorenzo Woodard hatte die wenigsten Anrufe bekommen und schied somit aus.
|  | Startnr. | Name              | Interpret, Lied                                         | Bemerkung     | Platzierung |
|  | -------- | ----------------- | ------------------------------------------------------- | ------------- | ----------- |
|  | 01       | Elli Erl          | Donna Summer – Hot Stuff (1979)                         | weiter        | (8,5 %)     |
|  | 02       | Lorenzo Woodard   | Culture Club – Karma Chameleon (1983)                   | ausgeschieden | (4,34 %)    |
|  | 03       | Judith Burmeister | Berlin – Take My Breath Away (1986)                     | weiter        | (4,9 %)     |
|  | 04       | Kemi Awosogba     | Joan Jett – I Love Rock ’n’ Roll (1982)                 | weiter        | (4,76 %)    |
|  | 05       | Benjamin Martell  | Dr. Hook – Sexy Eyes (1980)                             | weiter        | (6,09 %)    |
|  | 06       | Aida Ilijasevic   | Eric Carmen – All by Myself (1976)                      | weiter        | (5,67 %)    |
|  | 07       | Anke Wagner       | Debby Boone – You Light Up My Life (1975)               | weiter        | (15,29 %)   |
|  | 08       | Philippe Bühler   | Soft Cell – Tainted Love (1981)                         | weiter        | (16,27 %)   |
|  | 09       | Denise Tillmanns  | Laura Branigan – Self Control (1984)                    | weiter        | (26,15 %)   |
|  | 10       | Gunther Göbbel    | Michael Jackson – Don’t Stop ’til You Get Enough (1979) | weiter        | (8,03 %)    |

### Vierte Mottoshow
Die vierte Mottoshow mit dem Titel Christmas Songs wurde am 20. Dezember 2003 ausgestrahlt. Kemi Awosogba konnte nicht genügend Zuschauer von sich überzeugen und schied aus dem Wettbewerb aus.
|  | Startnr. | Name              | Interpret, Lied                                | Bemerkung     | Platzierung |
|  | -------- | ----------------- | ---------------------------------------------- | ------------- | ----------- |
|  | 01       | Benjamin Martell  | Wham! – Last Christmas                         | weiter        | (6,67 %)    |
|  | 02       | Aida Ilijasevic   | Melanie Thornton – Wonderful Dream             | weiter        | (7,01 %)    |
|  | 03       | Anke Wagner       | Bing Crosby – White Christmas                  | weiter        | (12,67 %)   |
|  | 04       | Gunther Göbbel    | Tony Bennett – Santa Claus Is Coming to Town   | weiter        | (7,01 %)    |
|  | 05       | Elli Erl          | John Lennon – Happy Xmas (War Is Over)         | weiter        | (11,28 %)   |
|  | 06       | Kemi Awosogba     | Traditional – Silent Night                     | ausgeschieden | (3,54 %)    |
|  | 07       | Denise Tillmanns  | Brenda Lee – Rockin’ Around the Christmas Tree | weiter        | (19,56 %)   |
|  | 08       | Judith Burmeister | Gene Autry – Rudolph, the Red-Nosed Reindeer   | weiter        | (6,73 %)    |
|  | 09       | Philippe Bühler   | Alexander O’Neal – Winter Wonderland           | weiter        | (25,52 %)   |

### Fünfte Mottoshow
Die fünfte Mottoshow stand unter dem Motto Elton John meets Madonna und fand am 10. Januar 2004 statt. Ausgeschieden ist an diesem Abend Judith Burmeister.
|  | Startnr. | Name              | Interpret, Lied                            | Bemerkung     | Platzierung |
|  | -------- | ----------------- | ------------------------------------------ | ------------- | ----------- |
|  | 01       | Elli Erl          | Madonna – American Pie                     | weiter        | (7,68 %)    |
|  | 02       | Gunther Göbbel    | Elton John – Candle in the Wind            | weiter        | (7,19 %)    |
|  | 03       | Judith Burmeister | Madonna – Material Girl                    | ausgeschieden | (5,97 %)    |
|  | 04       | Benjamin Martell  | Elton John – Can You Feel the Love Tonight | weiter        | (19,89 %)   |
|  | 05       | Denise Tillmanns  | Madonna – The Power of Good-Bye            | weiter        | (20,41 %)   |
|  | 06       | Aida Ilijasevic   | Madonna – Express Yourself                 | weiter        | (10,43 %)   |
|  | 07       | Philippe Bühler   | Elton John – I’m Still Standing            | weiter        | (18,83 %)   |
|  | 08       | Anke Wagner       | Madonna – Open Your Heart                  | weiter        | (9,6 %)     |

### Sechste Mottoshow
Die sechste Mottoshow der 2. Staffel vom 17. Januar 2004 hieß Big Band. Aida Ilijasevic ist ausgeschieden.
|  | Startnr. | Name             | Interpret, Lied                                  | Bemerkung     | Platzierung |
|  | -------- | ---------------- | ------------------------------------------------ | ------------- | ----------- |
|  | 01       | Gunther Göbbel   | Dean Martin – Ain’t That a Kick in the Head      | weiter        | (7,77 %)    |
|  | 02       | Elli Erl         | Tom Jones – It’s Not Unusual                     | weiter        | (10,84 %)   |
|  | 03       | Anke Wagner      | Shirley Bassey – You Are the Sunshine of My Life | weiter        | (10,58 %)   |
|  | 04       | Aida Ilijasevic  | Ginger Rogers – Cheek to Cheek                   | ausgeschieden | (7,71 %)    |
|  | 05       | Philippe Bühler  | Stevie Wonder – For Once in My Life              | weiter        | (22,32 %)   |
|  | 06       | Denise Tillmanns | Ray Charles – Hit the Road Jack                  | weiter        | (30,28 %)   |
|  | 07       | Benjamin Martell | Frank Sinatra – New York, New York               | weiter        | (10,5 %)    |

### Siebte Mottoshow
Die siebte Mottoshow fand am 31. Januar 2004 statt. Das Motto lautete Das Beste aus den 1970ern. Anke Wagner hatte die wenigsten Zuschauerstimmen bekommen und schied aus.
|  | Startnr. | Name             | Interpret, Lied                           | Bemerkung     | Platzierung |
|  | -------- | ---------------- | ----------------------------------------- | ------------- | ----------- |
|  | 01       | Benjamin Martell | Barry Manilow – Mandy                     | weiter        | (20,57 %)   |
|  | 02       | Anke Wagner      | Thelma Houston – Don’t Leave Me This Way  | ausgeschieden | (8,37 %)    |
|  | 03       | Elli Erl         | Leo Sayer – When I Need You               | weiter        | (15,5 %)    |
|  | 04       | Gunther Göbbel   | The Real Thing – You to Me Are Everything | weiter        | (9,18 %)    |
|  | 05       | Denise Tillmanns | Gloria Gaynor – I Will Survive            | weiter        | (21,29 %)   |
|  | 06       | Philippe Bühler  | Earth, Wind and Fire – September          | weiter        | (25,09 %)   |

### Achte Mottoshow
Die achte Mottoshow mit dem Titel Film Film Film fand am 7. Februar 2004 statt. Am Ende erhielt Gunther Göbbel die wenigsten Anrufe und schied aus dem Wettbewerb aus.
|  | Startnr. | Name             | Interpret, Lied                                 | Bemerkung     | Platzierung |
|  | -------- | ---------------- | ----------------------------------------------- | ------------- | ----------- |
|  | 01       | Denise Tillmanns | Bryan Adams – (Everything I Do) I Do It for You | weiter        | (21,7 %)    |
|  | 02       | Gunther Göbbel   | Ronan Keating – When You Say Nothing at All     | ausgeschieden | (12,58 %)   |
|  | 03       | Philippe Bühler  | Xavier Naidoo – Sie sieht mich nicht            | weiter        | (28,28 %)   |
|  | 04       | Elli Erl         | Aerosmith – I Don’t Want to Miss a Thing        | weiter        | (17,3 %)    |
|  | 05       | Benjamin Martell | Phil Collins – You’ll Be in My Heart            | weiter        | (20,14 %)   |

### Neunte Mottoshow
Die neunte Mottoshow fand am 14. Februar 2004 statt. Die Songs der übrigen vier Kandidaten wurden von der Jury ausgewählt.
Benjamin Martell konnte die Zuschauer nicht genügend überzeugen und bekam die wenigsten Anrufe.
|  | Startnr. | Name             | 1. Interpret, Lied                      | 2. Interpret, Lied                          | Bemerkung     | Platzierung |
|  | -------- | ---------------- | --------------------------------------- | ------------------------------------------- | ------------- | ----------- |
|  | 01       | Benjamin Martell | Dan Hartman – Relight My Fire           | Wet Wet Wet – Love Is All Around            | ausgeschieden | (16,91 %)   |
|  | 02       | Elli Erl         | Kim Carnes – Bette Davis Eyes           | Pink – Trouble                              | weiter        | (17,63 %)   |
|  | 03       | Philippe Bühler  | Craig David – Walking Away              | Santana feat. The Product G&B – Maria Maria | weiter        | (31,25 %)   |
|  | 04       | Denise Tillmanns | LeAnn Rimes – Can’t Fight the Moonlight | Jennifer Rush – The Power of Love           | weiter        | (34,21 %)   |

### Zehnte Mottoshow
Die zehnte Mottoshow am 21. Februar 2004 stand unter dem Motto Swinging Sixties. In der Entscheidung schied Philippe Bühler knapp vor dem Finale aus.
|  | Startnr. | Name             | 1. Interpret, Lied                        | 2. Interpret, Lied                                   | Bemerkung     | Platzierung |
|  | -------- | ---------------- | ----------------------------------------- | ---------------------------------------------------- | ------------- | ----------- |
|  | 01       | Elli Erl         | Dusty Springfield – Son of a Preacher Man | The Mamas and the Papas – Dream a Little Dream of Me | weiter        | (38,17 %)   |
|  | 02       | Philippe Bühler  | Procol Harum – A Whiter Shade of Pale     | Aretha Franklin – Respect                            | ausgeschieden | (29,12 %)   |
|  | 03       | Denise Tillmanns | Petula Clark – Downtown                   | The Supremes – Stop! In the Name of Love             | weiter        | (32,71 %)   |

### Finale
Am 13. März kämpften Denise Tillmanns und Elli Erl um den Titel Superstar 2004. In der ersten Runde sangen die beiden Kontrahentinnen ein Highlight der Staffel. In Runde 2 sangen beide einen weiteren, selbst ausgesuchten Song und in der dritten Runde sang jeder seinen Siegertitel.
Elli Erl ist die Siegerin der zweiten Staffel und somit Superstar 2004.
|  | Startnr. | Name             | 1. Interpret, Lied                    | 2. Interpret, Lied                                        | 3. Interpret, Lied                                           | Bemerkung | Platzierung |
|  | -------- | ---------------- | ------------------------------------- | --------------------------------------------------------- | ------------------------------------------------------------ | --------- | ----------- |
|  | 01       | Denise Tillmanns | Gloria Gaynor – I Will Survive        | Aretha Franklin – (You Make Me Feel Like) A Natural Woman | This Is My Life (Siegertitel, geschrieben von Dieter Bohlen) | 2. Platz  | (39 %)      |
|  | 02       | Elli Erl         | Melissa Etheridge – Like the Way I Do | Gabrielle – Out of Reach                                  | This Is My Life (Siegertitel, geschrieben von Dieter Bohlen) | Siegerin  | (61 %)      |